# Michaela Clavell
Michaela Fleur Clavell (* 1950er-Jahre in London) ist eine ehemalige britische Schauspielerin und Filmproduzentin.

## Leben und Wirken
Michaela Clavell ist eine Tochter des Schriftstellers James Clavell und seiner Frau April Stride. Sie hat zwei Schwestern.
Clavell wirkte als Schauspielerin bislang nur in vier Filmen mit. Besondere Bekanntheit erlangte sie im Jahr 1983 durch ihre Mitwirkung an dem Film James Bond 007 – Octopussy. Dort spielte sie die Sekretärin Penelope Smallbone, welche die Assistentin der von Lois Maxwell dargestellten Miss Moneypenny war. Ursprünglich war Clavell ihre Rolle als Nachfolgerin der Chefsekretärin vorgesehen, es blieb dann aber jedoch ihr einziger Auftritt in der James-Bond-Reihe.
Danach war Clavell noch einige Jahre lang als Filmproduzentin tätig. Über ihren weiteren Lebensweg sind keine Informationen veröffentlicht worden.

## Filmografie
- 1971: Das vergessene Tal
- 1980: Shogun (Fernsehserie, 5 Episoden)
- 1982: The Childrens Story
- 1983: James Bond 007 – Octopussy